# Cobasna
Cobasna (moldavskou cyrilicí Кобасна, rusky Колбасна, ukrajinsky Кoвбасна Kolbasna, Kovbasna) je sídlo ve východním Moldavsku ležící asi 2 km od hranice s Ukrajinou, součást Rybnického rajonu mezinárodně neuznané Podněsterské moldavské republiky. Při místní železniční stanici se nachází velmi rozsáhlé zbrojní a muniční sklady. Areál zabírá plochu zhruba sto hektarů a odhaduje se, že je zde bylo  uloženo  až 50   tisíc tun zbraní a munice (v současnosti asi 20 000 tun munice). Sklady vznikly ve 40. letech 20. století. Značná část arzenálu sem byla přivezena při stahování Sovětské armády z Československa a NDR na počátku 90. let. Sklady a arzenál po rozpadu SSSR a následném vzniku mezinárodně neuznané Podněsterské moldavské republiky prohlásilo Podněstří za svůj majetek, ale areál spravují a střeží Ozbrojené síly Ruské federace, které jsou na podněsterském (de iure moldavském) území proti vůli Moldavska přítomny. Podněsterské vedení bylo opakovaně podezíráno z ilegálního obchodu se zbraněmi.
Obec tvoří tři části: 
- Kolbasna (moldavsky Cobasna)
- Suchaja Rybnica (moldavsky Сухая Рыбница/Suhaia Rîbniţa, rusky Сухая Рыбница)
- Železniční stanice Kolbasna

V Cobasně se nachází kostel a pomník obětem masové popravy židovského obyvatelstva, která proběhla během nacistické okupace roku 1942.